# محمد لبجاوي
محمد لبجاوي من مواليد القصبة بالجزائر العاصمة في 20 فبراير 1926، مناضل ونقابي وكاتب جزائري، كان عضوا بأول مجلس وطني للثورة جزائرية وشغل رئيس فدرالية جبهة التحرير الوطني بفرنسا [الفرنسية] كما أسس أثناء الاستقلال سنة 1962 ودادية الجزائريين المقيمين بفرنسا وأوروبا.

## سيرة
ولد عام 1926 بالجزائر العاصمة، ترعرع مع النقابات العمالية والحركة الشيوعية والعمالية، وانضم إلى صفوف جيش التحرير منذ بداية الثورة، حيث كانت أولى اهتماماته المتعلقة بدستور الاتحاد العام العمال الجزائريون عام 1956. لعب الاتحاد الجزائري الفرنسي دورا كبيرا خلال الثورة الجزائرية. قاد فدرالية جبهة التحرير الوطني بفرنسا منذ تأسيسها عام 1955 ثم رجعت القيادة إلى عمر بودود وعلي هارون عام 1958. شارك في مؤتمر الصومام في 20 أغسطس 1956. وكان عضوا في المجلس الوطني للثورة الجزائرية. في فرنسا،
من مؤتمر الصومام، أرسل عبان رمضان محمد لبجاوي (عضو المجلس الوطني للثورة الجزائرية آنذاك) إلى فرنسا، من أجل توعية المهاجرين لمراقبة الإضراب لمدة 8 أيام تحت رعاية جبهة التحرير الوطني الجزائرية، وكان مبعوث عبان رمضان يحمل منشورات ودعاية لهذا الغرض، حيث أن هذا الإضراب الذي دام ثمانية أيام حصل على دعم الجزائريين والجزائريين ونشطاء جبهة التحرير الوطني ومؤيدي القضية الوطنية. لقد وضع فيديرالية فرنسا لجبهة التحرير الوطني بشكل مثالي لتأطير حركة المسلحين والمتعاطفين معهم.
وفي عام 1957، حاول إحياء اتحاد جبهة التحرير الوطني عندها اعتقلته الشرطة الفرنسية وسجنته (1957-1962)، عند الإفراج عنه، فضل محمد لبجاوي الانضمام إلى تحالف وجدة، وهو قريب من الرئيس بن بلة، ولعب دور الوسيط، وساعد في وضع حد للتمرد الذي بدأه حسين آيت أحمد.
عارض الانقلاب العسكري الذي وقع في 19 يونيو 1965 والذي اعتبره غير شرعي وظل موالياً للرئيس السابق أحمد بن بلة، وفي المغرب أعلن عن إنشاء «الحركة المسلحة للقوات الديمقراطية الجزائرية» في مارس 1976. وتبنى الأفكار المغربية حول قضية الصحراء الغربية.
يعود إلى المشهد السياسي بعد أكتوبر 1988 إلى جانب الرئيس السابق أحمد بن بلة، ويرأس اللجنة للتحضير لعودة الرئيس السابق إلى الجزائر، ثم يستقيل من جميع الأنشطة السياسية.

## مؤلفات
- 1961: الثورة الجزائرية والقانون – دار اليقظة العربية [7]
- 1970: vérité sur la révolution Algerienne [حقائق عن الثورة الجزائرية] – دار غالمار، باريس، [8] والذي كشف حقائق حول إغتيال عبان رمضان بعد ما كان النظام الجزائري لازال يلوك أكذوبة إستشهاده في ساحة المعركة مع الجيش الإستعماري مثلما أعلنت ذلك صحيفة المجاهد-لسان حال جبهة التحرير الوطني- أثناء الثورة.[9]

- 1972: «معركة العاصمة أم معركة الوطن?Bataille d’Alger ou bataille d’Algérie»
- 1975: مجموعة شعرية «قطعة من القمر ونجمة بلون الدم» عن دار أدفارسار.
- 1976: كتاب «باسم الجزائر: ضد الحرب بين الإخوة/ من أجل الإخاء المغاربي/ من أجل السلام في المغرب الكبير» عن دار أدفارسار، في هذا الكتاب يدين سياسة بومدين جملة وتفصيلا، ويقف وقفة تضامن مع المغاربة المرحلين ومع جهود المغرب في استكمال وحدته الوطنية.

صوت مغاربي؛ صوت الشجاعة والأمل؛ صوت الوفاء لتضحيات الأمة المغاربية وتطلعاتها إلى زمن مغاربي ملؤه العدالة والسلم والدموقراطية.

## مواقفه
تصريح له: في مقابلة أجرتها معه جريدة (لاسويس) في 3 يناير 1976 قال:«الأخبار التي تصلني من الجزائر تكاد تؤكد أن الكولنيل بومدين بصدد التحضير لحرب ضد الشعب المغربي الشقيق وتحت ذريعة تحقيق السعادة لخمسة وسبعين ألف صحراوي؛ بومدين مستعد للتضحية بمئات الجزائريين والمغاربة والموريتانيين في حرب بين الإخوة؛ إنه يواصل تصعيده الحاقد والمستفز بترحيل عشرات الآلاف من الأشقاء المغاربة المقيمين بالجزائر».